# Jorge Llopart
Jordi Llopart Ribas (El Prat de Llobregat, 5 maggio 1952 – Badalona, 11 novembre 2020) è stato un marciatore spagnolo.

## Palmarès
| Anno | Manifestazione  | Sede  | Evento       | Risultato | Prestazione | Note |
| ---- | --------------- | ----- | ------------ | --------- | ----------- | ---- |
| 1978 | Europei         | Praga | marcia 50 km | Oro       | 3h53'29"9 m |      |
| 1980 | Giochi olimpici | Mosca | marcia 50 km | Argento   | 3h51'25"    |      |
| 1988 | Giochi olimpici | Seul  | marcia 50 km | 13º       | 3h48'09"    |      |